# Simone Moschino

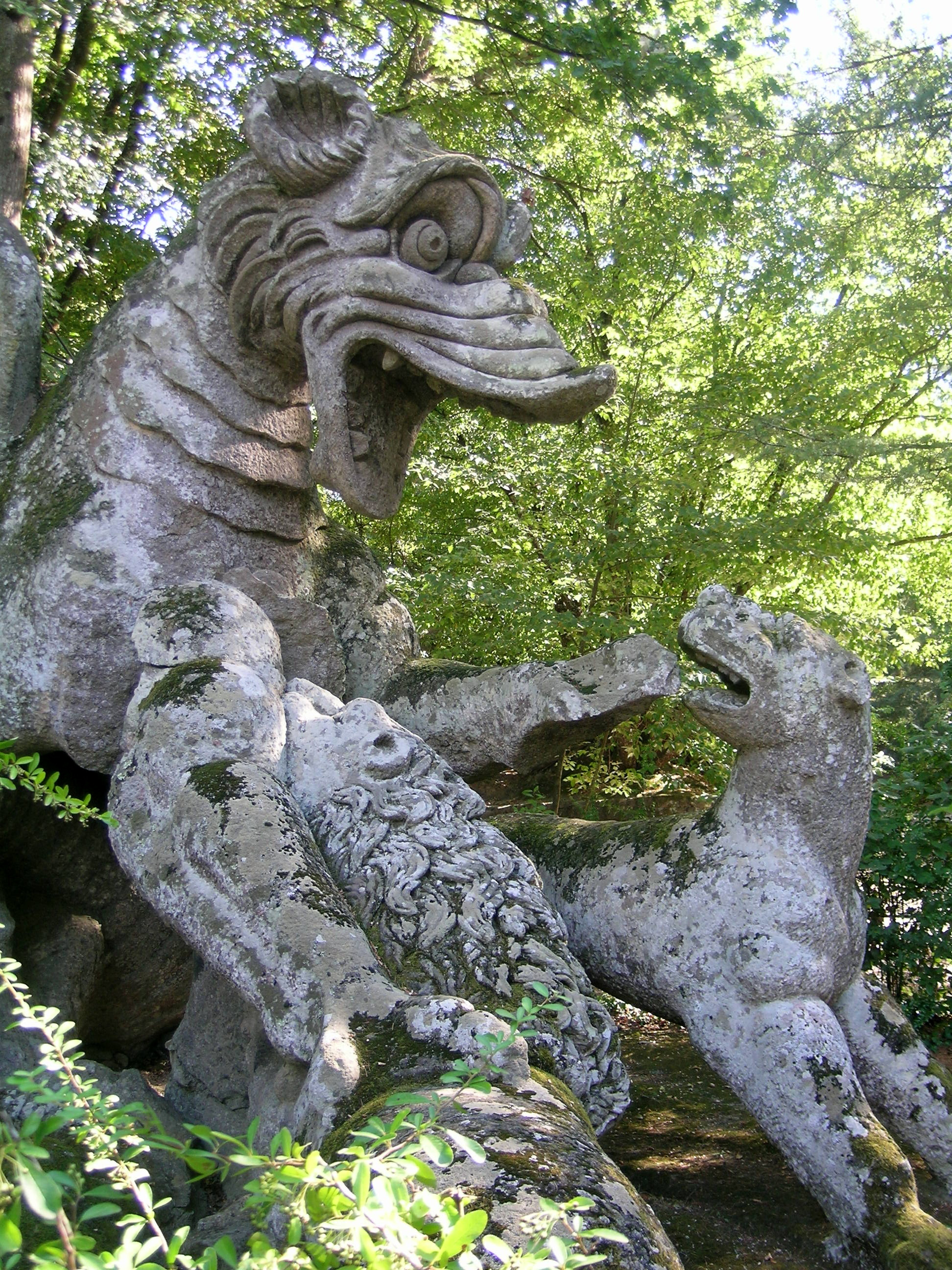
Drago con leoni. Scultura del Sacro Bosco.

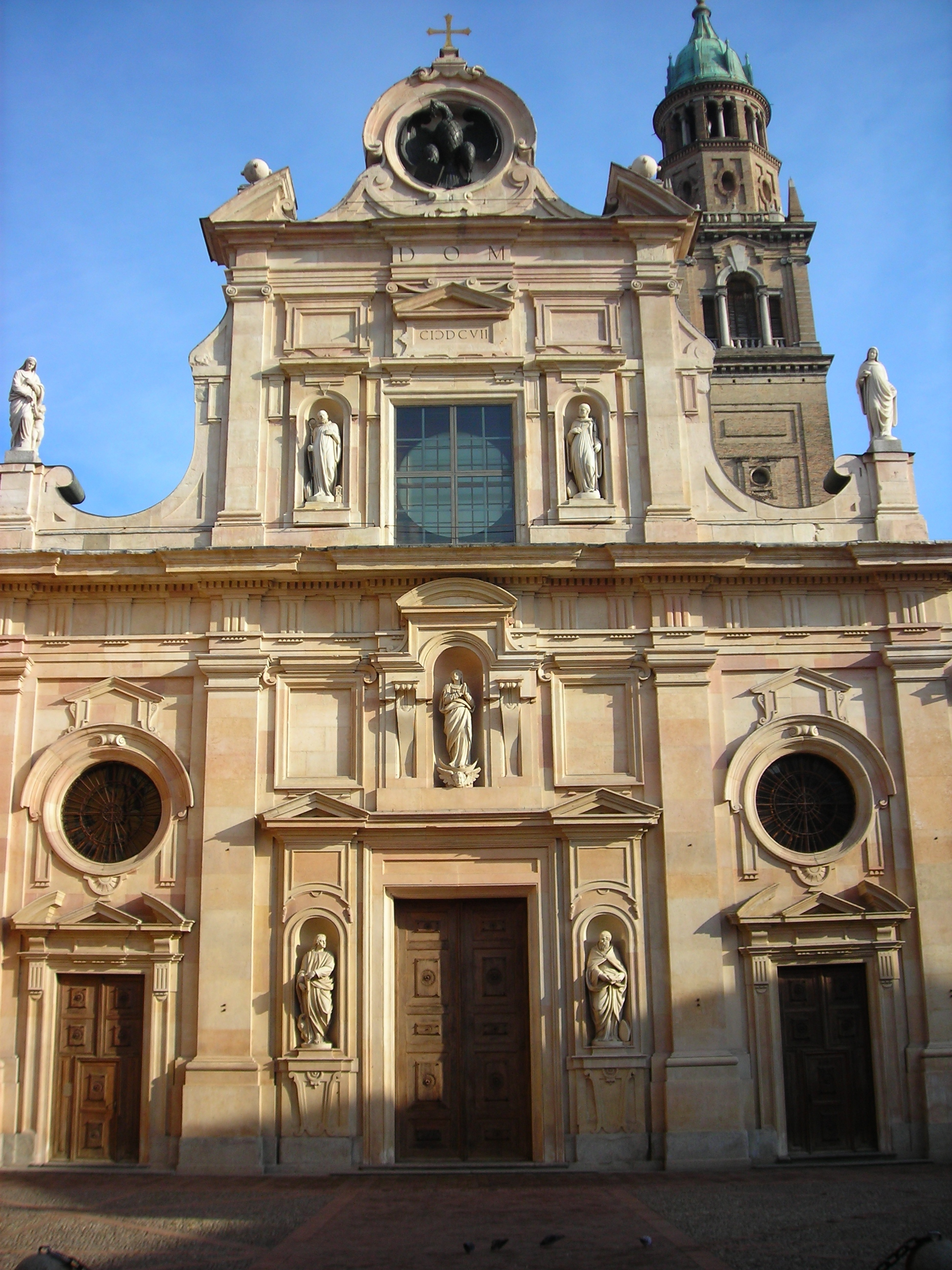
La facciata della chiesa di San Giovanni Evangelista (1604-07) a Parma.

Simone Moschino, vero nome Simone Simoncelli (Orvieto, 12 novembre 1553 – Parma, 20 giugno 1610), è stato uno scultore e architetto italiano.

## Biografia
Figlio di Francesco Mosca e nipote di Simone Mosca, entrambi scultori e architetti, si formò nell'ambiente manierista toscano, in particolare con l'Ammannati e il Buontalenti. Iniziò l'attività artistica come scultore nella villa Orsini di Bomarzo. Lavorò poi alla realizzazione delle statue del Sacro Bosco di Bomarzo. Alla morte del padre Francesco, che era scultore di corte, fu chiamato a Parma dal duca Ottavio Farnese, su raccomandazione di Vicino Orsini.
Arrivò a Parma in ottobre del 1578 e venne assunto come scultore. L'anno seguente tornò a Bomarzo, probabilmente per terminare qualche lavoro incompiuto. Dopo il ritorno a Parma collaborò con Giovanni Boscoli alla realizzazione della grande fontana posta davanti al Palazzo del Giardino (oggi non più esistente), che terminò da solo dopo la morte del Boscoli nel 1589. Dopo la morte di Margherita d'Austria, moglie del duca Ottavio, Ranuccio Farnese gli diede incarico di disegnare il monumento sepolcrale, da porre nella chiesa di San Sisto a Piacenza.
Tra i suoi lavori come architetto a Parma l'ampliamento del monastero di Sant'Alessandro (che fu demolito in epoca neoclassica per far posto al Teatro Regio e al palazzo della Provincia, entrambi di Nicola Bettoli), la facciata marmorea della chiesa di San Giovanni Evangelista, l'ingresso monumentale della Cittadella e l'interno dello scalone della Pilotta. Gli è attribuito, assieme a Giovanni Battista Tinti, il progetto del campanile della chiesa di San Sepolcro.
Tra il 1594 e il 1598 scolpì il gruppo marmoreo di Alessandro Farnese incoronato dalla Vittoria, realizzato su commissione del cardinale Odoardo Farnese per celebrare le imprese belliche del padre. L’opera entrò a far parte della Collezione Farnese, che Carlo di Borbone ereditò dalla madre Elisabetta, e fu esposta a lungo nel Palazzo Farnese a Roma fino al suo trasferimento alla Reggia Caserta alla fine del Settecento, dove fu collocata - su progetto di Carlo Vanvitelli - nella Sala delle Guardie del Corpo del re.